# 장봉로
장봉로(Jangbong-ro)는 인천광역시 옹진군 북도면 장봉리에 있는 옹진군도로, 총 연장은 11.133 km이다. 이름이 유래된 것은 행정구역명인 장봉리를 이용하여 장봉로로 도로명이 부여되었다.

## 역사
- 2009년 2월 3일 : 도로명으로 장봉로를 고시

## 주요 경유지
- 옹진군
  - 북도면 (장봉리)

## 특이 사항
교차, 접촉이 가능한 다른 도로들은 없고 지선 도로인 장봉로n번길과 교차하는 곳이 중간에 있다.

## 주요 건물 및 시설
- 바닷가민박 (장봉로 12/장봉리 1)
- 산과바다펜션 (장봉로 38/장봉리 20-14)
- 자동차관련시설 (장봉로 77/장봉리 20-28)
- 매표소 (장봉로 79/장봉리 20-34)
- 장봉뱃터집 (장봉로 96/장봉리 산7-2)
- 비너스민박 (장봉로 172/장봉리 52)
- 토속점민박 (장봉로 176/장봉리 54)
- 신성민박 (장봉로 188/장봉리 59-3)
- 관광안내소 (장봉로 193/장봉리 59-10)
- 별장민박 (장봉로 196/장봉리 124-1)
- 한미종합공인중개사 (장봉로 204/장봉리 126)
- 옹암파라다이스 (장봉로 227/장봉리 154)
- 그린민박 (장봉로 228/장봉리 146-1)
- 공립장봉어린이집 (장봉로 229/장봉리 154-10)
- GS칼텍스 장봉주유소 (장봉로 467/장봉리 191)
- 세건건설 (장봉로 522-1/장봉리 242-1)
- 만물마트 (장봉로 526-1/장봉리 245)
- 창해호식당 (장봉로 531/장봉리 1176)
- 장수식당 (장봉로 532/장봉리 1117-1)
- 평촌수퍼 (장봉로 540/장봉리 1113)
- 인천삼목초등학교 장봉분교 (장봉로 553/장봉리 1050)
- 북도면 장봉출장소 (장봉로 554/장봉리 1081)
- 장봉119지역대 (장봉로 566/장봉리 1057)
- 부속작업장 (장봉로 636/장봉리 937-3)
- 가설건축물 (장봉로 674/장봉리 931)
- 장봉공공재활용선별장 (장봉로 678/장봉리 546-2)
- 진촌민박 (장봉로 723/장봉리 581)

## 같이 보기
- 장봉도